# Nawat Kulrattanarak
Nawat Kulrattanarak (tiếng Thái: ณวัฒน์ กุลรัตนรักษ์, phiên âm: Na-vát Cun-rát-ta-na-rác, sinh ngày 10 tháng 7 năm 1978) còn có nghệ danh là Pong (ป้อง) là một diễn viên, người mẫu người Thái Lan. Anh được khán giả trong đó có Việt Nam, Trung Quốc biết đến qua nhiều bộ phim như: Dòng máu phượng hoàng, Nước mắt hồng nhan, Trận chiến của những thiên thần, Yêu dùm cô chủ, Chuyện tình lọ lem, Ngọn lửa đức hạnh...

## Đời tư
Tháng 9/2011, Pong công khai chuyện tình cảm với Jarinya Sirimongkolsakul, ca sĩ diễn viên nhưng 2013 họ lại chia tay.
Ngày 18/04/2021, Pong xác nhận anh bị dương tính Covid-19.

## Các bộ phim đã từng tham gia

### Phim truyền hình
| Năm       | Tên phim                                    | Tên tiếng Việt                                    | Vai diễn                     | Đóng với                                                         | Đài   | Kênh chiếu tại Việt Nam |
| --------- | ------------------------------------------- | ------------------------------------------------- | ---------------------------- | ---------------------------------------------------------------- | ----- | ----------------------- |
| 2001      | Luerd Hong                                  | Dòng máu phượng hoàng                             | Raxin                        | Namthip Jongrachatawiboon & Sintiprab Suwannaphim                | CH5   | VTV1                    |
| 2002      | Ruk Nai Roy Kaen                            | Yêu trong hận thù                                 | Patyot                       | Evitra Sirasatra                                                 | CH5   | Let's Viet              |
| 2003      | Por Kai Jay Grub Mae Toon Hua               |                                                   | Nut                          | Toon Hirunyatrub                                                 | CH9   |                         |
| 2004      | Leh Ratree                                  | Người vợ bất đắc dĩ                               | Pooh                         | Kalaya Jirachaisakdecha                                          | CH5   | Let's Viet              |
| 2004      | Nai Ruen Jai                                |                                                   | Kantayut                     | Piyathida Woramusik & Sam Chotibun                               | CH7   |                         |
| 2004-2005 | Love 8009                                   | Tình yêu chung cư 8009                            | Tad                          | Tiny Noel                                                        | CH9   |                         |
| 2005      | Leh Pummared                                |                                                   | Pummared                     | Pimmada Boriruksuppakorn, Nusaba Wanichangkul, Ornjira Larmwilai | CH5   |                         |
| 2006      | Rebound to love                             |                                                   | Nai                          | Ornjira Larmwilai                                                | CH9   |                         |
| 2006      | Anintita                                    | Hắc ám / Lửa tình bất diệt                        | Sinthu/Chakkra               | Kullanat Preeyawat                                               | CH5   |                         |
| 2007      | Taley Rissaya                               | Khát vọng giàu sang                               | Pat                          | Namthip Jongrachatawiboon                                        | CH5   | TodayTV                 |
| 2007      | Pluerk Sanaeha                              |                                                   | Hasdin                       | Kathaleeya McIntosh                                              | CH5   |                         |
| 2008      | Song Kram Nang Fah                          | Trận chiến của những thiên thần                   | Nỉng                         | Saharat Sangkapreecha & Namthip Jongrachatawiboon                | CH5   | TodayTV                 |
| 2008      | Ngao Asoke                                  | Yêu dùm cô chủ                                    | Monthai                      | Kunya Leenuttapong                                               | CH5   | SCTV4                   |
| 2008      | Kwarm Lub Kaung Superstar                   | Bí mật của siêu sao                               | Chính mình (khách mời tập 1) | Kunya Leenuttapong                                               | CH5   | TodayTV                 |
| 2009      | Dum Kum                                     | Cô nàng bướng bỉnh                                | Tutiya                       | Pataratida Patcharawirapong                                      | CH7   |                         |
| 2009      | Buang Ruk Kamathep                          | Trò đùa của số phận                               | Phubodee                     | Namthip Jongrachatawiboon                                        | CH5   | Dailymotion             |
| 2009      | Proong Nee Gor Ruk Ter                      | Lửa tình / Ngày mai anh vẫn còn yêu em            | Poramin / "Por"              | Phiyada Akarasenee                                               | CH5   | Let's Viet              |
| 2010      | Song Pradtana                               | Bóng đêm tội ác                                   | Theeyot Palintorn            | Paula Taylor                                                     | CH5   | Let's Viet              |
| 2011      | Kha Khong Khon                              | Giá trị cuộc đời                                  | Luk                          | Woranuch Wongsawan                                               | CH7   |                         |
| 2011      | Nai Roy Ruk                                 | Giọt lệ tình nhân                                 | Kanon                        | Patcharapa Chaichua                                              | CH7   |                         |
| 2012      | Nam Kuen Hai Reab Ruk                       | Mối tình mùa nước lũ                              | Gor                          | Wannarot Sontichai                                               | CH5   | Let's Viet              |
| 2012      | Dork Soke                                   | Chuyện tình lọ lem                                | Ausanai Atsawadit            | Charebelle Lanlalin                                              | CH5   | TodayTV                 |
| 2012      | Jao Mae Jum Pen                             | Thần bà bất đắc dĩ                                | Chin                         | Keerati Mahapreukpong                                            | CH5   |                         |
| 2013      | Marn Kammathep                              | Tình yêu quỷ dữ                                   | Petch                        | Monchanok Saengchaipiangpen                                      | CH5   | TodayTV                 |
| 2013      | Paap Ataan                                  | Bức tranh ma ám / Duyên tình tiền kiếp            | Chao Khun/Nung               | Charebelle Lanlalin & Phiyada Akarasenee                         | CH5   | SNTV.SCTV6              |
| 2013      | E-Sa Raweechuangchoti (The Actress) 2013    | Nước mắt hồng nhan                                | Somsak Woraprasert           | Woranuch Wongsawan & Temfah Krisanayuth                          | CH5   | TodayTV                 |
| 2015      | Tawan Tud Burapa                            | Ngã rẽ định mệnh / Nghịch chiến sinh tử           | Tawanchai "Tawan" Pongpitak  | Monchanok Saengchaipiangpen                                      | OneHD | TVStar - SCTV11         |
| 2015      | Love Jewelly                                | Cô vợ bất đắc dĩ (phim Trung Quốc)                | Cung Vũ Dạ                   | Lâu Nghệ Tiêu                                                    | OneHD | HTV7                    |
| 2016      | Pit Sawat                                   | Mối hận truyền kiếp                               | Akkanee / Khun Pra           | Woranuch Wongsawan                                               | OneHD | TVStar - SCTV11         |
| 2016      | The reborn of Superstar                     | Trọng sinh chi danh lưu cự tinh (phim Trung Quốc) | Tạ Di                        |                                                                  |       | Zing TV (sub)           |
| 2016      | We Were Born in the 9th Reign Series (Give) | Phim ngắn tưởng niệm đức vua thứ IX               | Nop                          | Woranuch Wongsawan                                               | OneHD |                         |
| 2017      | Sanaeha Diary Series: Gubdug Sanaeha        | Nhật ký kẻ trộm tình: Vay tình                    | Don Saenkosin                | Phiyada Akarasenee                                               | OneHD | HTV2 - Vie Channel      |
| 2017      | Sanaeha Diary Series: Buang Sanaeha         | Vòng lặp tình yêu / Giấu tình                     | Don Saenkosin                | (khách mời)                                                      | OneHD | HTV2 - Vie Channel      |
| 2017      | Sanaeha Diary Series: Saeb Sanaeha          | Đùa tình                                          | Don Saenkosin                | (khách mời)                                                      | OneHD | HTV2 - Vie Channel      |
| 2017      | Plerng Boon                                 | Ngọn lửa đức hạnh                                 | Rerk Phinitphan              | Ranee Campen & Janie Tienphosuwan                                | CH3   | HTV2 - Vie Channel      |
| 2018      | Ban Saran Land: Seuk Rak Kam Rua            | Khu phố vui nhộn 1: Tình yêu vượt rào             | Nawee                        | Woranuch Wongsawan                                               | OneHD | Zing TV (sub)           |
| 2018      | Kahon Maha Ratuek                           | Lời nguyền bí ẩn                                  | Waytang Piromrut             | Wannarot Sontichai                                               | OneHD | Phimmoi.net (sub)       |
| 2018      | Mia 2018                                    | Làm vợ thời nay / Kiêu hãnh và định kiến          | Thada Sarich                 | Namthip Jongrachatawiboon & Marie Broenner                       | OneHD | HTV2 - Vie Channel      |
| 2020      | Dejavu Ruk Yon Welah                        | Trở về ngày yêu ấy                                | Win Nathiprasert             | Esther Supreeleela                                               | OneHD | TodayTV                 |
| 2020      | Ruk Laek Oum                                | Hoán đổi con cưng                                 | Sipthit                      | Suvanant Kongying & Manatsanun Panlertwongskul                   | OneHD | HTV2                    |
| 2021      | Wanthong                                    | Nàng Wanthong                                     | Khun Paen / Plaikaew         | Davika Hoorne                                                    | OneHD | TodayTV                 |
| 2022      | Sai Roong                                   | Cầu vồng trở lại                                  | Pak / Pongsathorn            | Sammy Cowell                                                     | OneHD | SCTV6 - FIM360          |
| 2022      | Oops! Mr. Superstar Hit on Me               | Chú ơi, em yêu anh                                | Ton Narubuse                 | Ramida Jiranorraphat                                             | GMM25 |                         |
| 2023      | Ton Rai Plai Rak                            | Lương duyên ngang trái                            | Korn                         | Nopjira Lerkkajornnamkul                                         | OneHD | SCTV6 - FIM360          |
| 2023      | VIP Rak Sorn Chu                            | Yêu chồng bạn thân                                | Pakkawat                     | Fonthip Watcharatrakul                                           | OneHD | HTV7                    |

### Phim điện ảnh
| Năm  | Phim             | Tên tiếng Việt | Vai | Đóng với                                     |
| ---- | ---------------- | -------------- | --- | -------------------------------------------- |
| 2013 | The second sight | Nhà ngoại cảm  | Jet | Rhatha Phongam & Virapond Jiraswetsuntorakul |

### Quảng cáo
- Tipco
- Colgate
- Dapper
- Spectra ban
- Synda
- SK-II MEN
- Betagro
- MC Jeans
- King power
- Mille
- Hotta

### MV
- คิดถึงไม่ถึง / Kit Teung Mai Teung - Anan Anwar
- ผู้หญิงทุกคนเอาแต่ใจ / Poo Ying Toog Kon Ow Tae Jai - Parn Thanaporn
- รักเธอจนเหนื่อยหัวใจ / Ruk Tur Jon Neuay Hua Jai - Sirasak Itthiphonlaphanit
- ฉันรักของฉันจริงๆ - Maleewan Jimena
- ไม่อยากเป็นคนสุดท้าย - Maleewan Jimena
- คิดผิดใช่ไหม / Kid Pid Chai Mai - Note & Toon
- ร้องไห้ทำไม / Raung Hai Tummai - Thongchai McIntyre (đóng với Sonia Sui)
- รั้ง / Rung - "Dunk" Phunkorn Boonyachinda (đóng với Pataratida Patcharawirapong)
- คำอธิษฐานด้วยน้ำตา / Kum Atitahn Duay Num Dtah - "Dome" Jaruwat Cheawaram
- เผื่อว่าเธอคิด / Peua Wah Tur Kit - Jintanutda Lummakanon (Pango)
- แพ้ตั้งแต่บนเตียง / Pae Dtung Dtae Bon Dtiang - "Dunk" Phunkorn Boonyachinda (đóng với Wanida Termthanaporn & Kaneungnij Jaksamittanon)
- หยุดก่อน / Yoot Gaun - Nick Studio 54 (đóng với Namthip Jongrachatawiboon)

### Dẫn chương trình
- The Golden Song (2019 OneHD)